# Rodna riječ
Rodna riječ je dvojezično tromjesečno glasilo nacionalne zajednice Bugara u Republici Hrvatskoj. 
Nakladnik je Nacionalna zajednica Bugara u RH. Izlazi uz financijsku potporu Savjeta za nacionalne manjine Vlade Republike Hrvatske i Grada Zagreba. Glavna urednica je Diana Glasnova. 

## Povijest
Pokretač i realizator lista je Raško Ivanov, predsjednik Bugarske zajednice u Hrvatskoj. Ideja o časopisu javlja se nakon 2000., kad je Nacionalna zajednica Bugara u RH poslije osnutka crkvene općine dobila prostor za Bugarski klub. Stjecanjem tih uvjeta, zajednica se okrenula pronalaženju načina za iznošenje neistina o Bugarima koje je desetljećima širila jugoslavenska propaganda.
Prvi je broj izašao 2003. godine. U početku je izlazio jednom godišnje, a deset godina kasnije izlazi četiri puta godišnje.
Vremenom su se u listu pokrenule rubrike poput Prisjetimo se, Bugari kojima se ponosimo, I to je Bugarska, Osobne veze, Ljepote Bugarske i drugih. List predstavlja bugarske običaje i bugarsku nacionalnu kuhinju, koja u Hrvatskoj ima puno poklonika.
Hrvatski list za kulturu Hrvatsko slovo redovito je u svojem izlogu izvješćivao o novim izdanjima Rodne riječi.

## Ciljevi
Osnovni cilj lista je dati točne informacije o Bugarima, o Bugarskoj, o bugarskoj povijesti i kulturi. Nije usredotočen samo na probleme Bugarske zajednice, jer je bugarska zajednica u Hrvatskoj malobrojna, mnogo pripadnika rođeno je u Hrvatskoj, nikad nisu bili u Bugarskoj i ne znaju bugarski. Osnovni je cilj čitatelje, Bugare i Hrvate, upoznati s povijesnim vezama između tih dvaju naroda, informirati ih o doprinosu bugarskih i hrvatskih političara, povjesničara, kulturnih djelatnika i javnih osoba o razvitku suradnje. Od početka list je imao obrazovni cilj, zbog čega je dvojezičan – izlazi na bugarskom i na hrvatskom jeziku. 

## Nagrade i priznanja
2010. godine uredništvo „Rodne riječi“ dobilo je čestitke iz kabineta ondašnjeg bugarskog predsjednika Georgija Parvanova.
2016. godine Kongresna knjižnica u Washingtonu otkupila je i pohranjuje sve objavljene brojeve časopisa.

## Vanjske poveznice
- Bugari u Hrvatskoj